# 名古屋市野鳥観察館

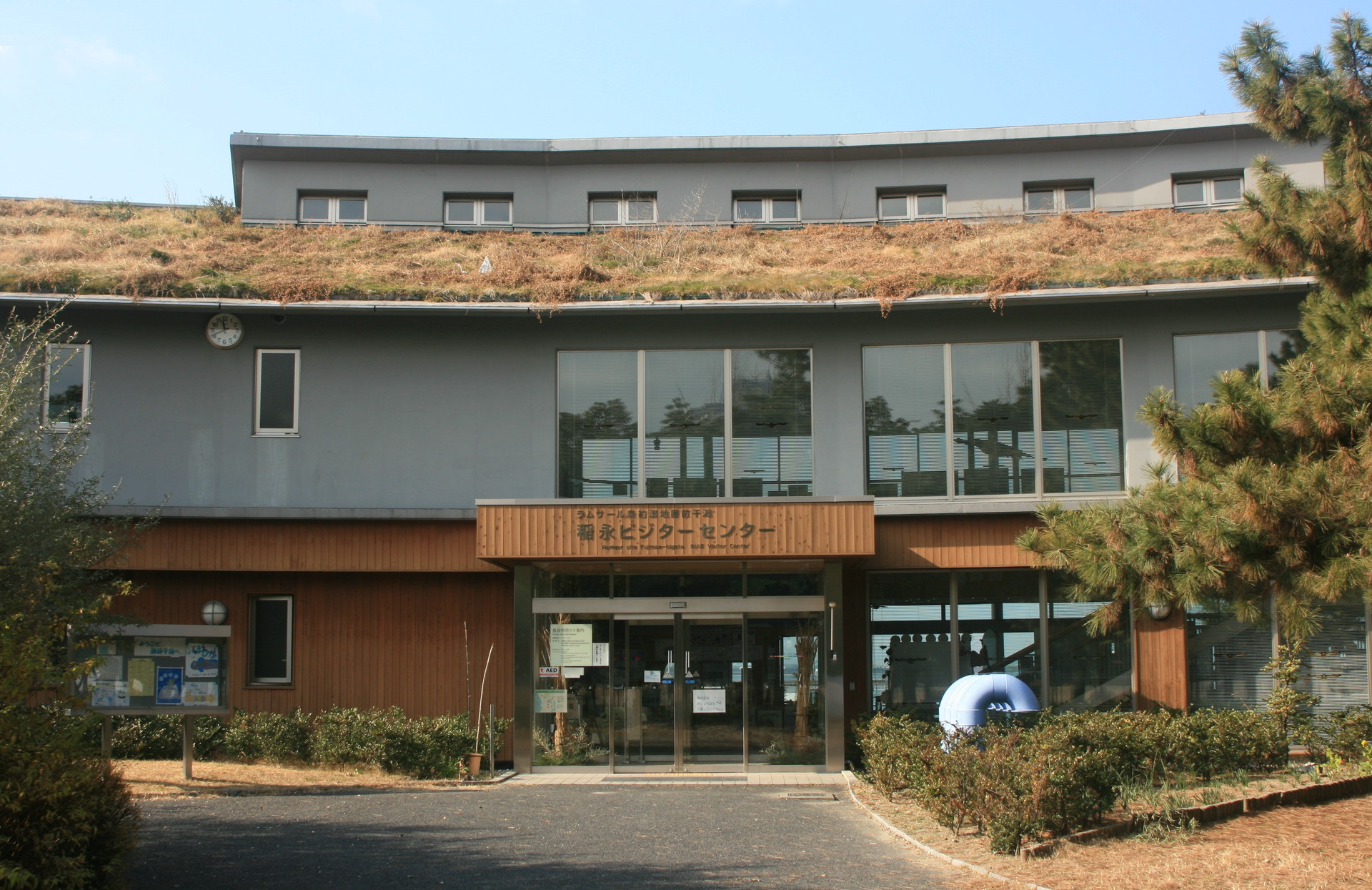
南側に併設されている稲永ビジターセンター（環境省のラムサール条約関連施設）

名古屋市野鳥観察館（なごやし やちょうかんさつかん）は愛知県名古屋市港区野跡にある、野鳥の観察施設。

## 概要
1985年（昭和60年）、財団法人日本宝くじ協会の助成を受け藤前干潟の野鳥観察や自然学習を行う施設として庄内川河口東側の稲永公園内に建設された。鉄筋コンクリート2階建てで、1・2階の観察室に計30台の望遠鏡を備えており、2001年（平成13年）にラムサール条約の登録湿地となった藤前干潟に飛来する鳥の観察が出来るほか、写真や資料の展示が行われている。また、2005年（平成17年）には南側に環境省の稲永ビジターセンターが設置された。

## 利用詳細
- 開館時間：9:00〜16:30
- 休館日：月曜日（祝日の場合は翌日）、第3水曜（祝日の場合は第4水曜）、年末年始
- 利用料：無料

## 交通アクセス
鉄道
- 名古屋臨海高速鉄道あおなみ線：名古屋駅より野跡駅下車。
- 名古屋市営地下鉄名港線：築地口駅下車、名古屋市営バスに乗り換え。

名古屋市営バス
- 名古屋駅より幹名駅2系統、野跡駅方面〜終点下車。
- 金山駅より金山25系統、野跡駅方面〜終点下車。
- 高畑駅より高畑13系統、野跡駅方面〜終点下車。
- 築地口駅より幹築地1系統
  - 野跡駅方面〜終点下車。
  - フェリーふ頭方面〜野跡駅下車。
  - 稲永スポーツセンター方面〜終点下車。

自家用車
稲永公園駐車場（330台分を用意）が利用可能。
- 国道154号：西稲永交差点から金城ふ頭方面へ約600m、野跡交差点右折。
- 国道23号（名四国道）：十一屋交差点から南進。西稲永交差点より同上。